# Németh Márton (kertészmérnök)
Németh Márton (Nemesládony, 1910. november 8. – Pécs, 1986. július 11.) kertészmérnök, szőlész, a mezőgazdasági tudományok kandidátusa (1973).

## Életrajza
1910-ben született Nemesládonyon. Kertészeti tanulmányait 1933-ban a Kertészeti Tanintézetben, míg a szőlészetieket a Felsőbb Szőlő és Borgazdasági Tanfolyamon (1933) végezte. Olasz tanulmányút után 1937-1940 között Kiskunhalason a Gyümölcstermesztők Országos Egyesületének intézője, majd 1949-ig a Somogy vármegyei Hegyközségi Tanács titkára, 1949-től 1973-ig (nyugállományba vonulásáig) a Pécsi Szőlészeti Kísérleti Telep vezetője volt. A több átszervezést megélt Intézet ma a Pécsi Tudományegyetem keretei között működik.
Pécsen hunyt el 1986. július 11-én.

## Munkássága
218 borszőlőfajtából álló gyűjteményt létesített (mely 1987-ig 1013 fajtára, illetve klónra gyarapodott), s így biztosította a régi fajták fennmaradását, illetve azok termesztési értékeinek vizsgálatát. Elkötelezett híve volt a klónszelekciós nemesítésnek. Kiemelkedő ampelográfiai munkásság eredményeként 3 kötetben adta ki Ampelográfiai Albumát, amely nemzetközileg is komoly elismerést nyert. Másfél évtizedes kutató munkájából született meg a Borszőlőfajták határozó kulcsa, amely az azonosítást a növényfejlődés különböző időszakaiban segíti elő. Munkásságát többek között a Mathiász János-emlékéremmel ismerték el.

## Főbb munkái
- Borszőlőfajták határozókulcsa, Mezőgazdasági Kiadó, Budapest, 1966
- Szerző: Priszter Szaniszló, Hegedűs Ábel, Terpó András  Máthé Imre Szerkesztő: Kozma Pál, Hegedűs Ábel, Németh Márton: A szőlő, Mezőgazdasági Könyvkiadó, Budapest, 1966
- Ampelográfiai Album 1.  Termesztett borszőlőfajták 1., Mezőgazdasági Könyvkiadó, Budapest, 1967
- Ampelográfiai Album 2.  Termesztett borszőlőfajták 2., Mezőgazdasági Könyvkiadó, Budapest, 1970
- Ampelográfiai Album 3.  Alany-, direkt termő és csemegeszőlő fajták, Mezőgazdasági Könyvkiadó, Budapest,  1975, ISBN 963-230-488-8

## Emlékezete
- Az Egymásért vagyunk című, 2020-ban megjelent tudománytörténeti összeállításban munkásságára történő visszatekintés jelenik meg.[4]